# Luke Hemsworth

## Tiểu sử
Luke Hemsworth được sinh ra vào ngày 5 tháng 11 năm 1980 ở Melbourne, bang Victoria, Úc. Mẹ anh là Leonie và cha là Craig Hemsworth. Anh có 2 em trai Chris và Liam đều theo nghiệp diễn xuất như anh. Ông ngoại anh là một người nhập cư Hà Lan mang trong mình dòng máu Anh, Ireland, Scotland, và Đức.

## Nghề nghiệp
Luke Hemsworth được đào tạo trong diễn xuất tại National Institute of Dramatic Art.  Anh bắt đầu sự nghiệp của mình với vai Nathan Tyson trong vở kịch Neighbours. Chủ yếu là một diễn viên truyền hình, Luke Hemsworth đã xuất hiện trong phim truyền hình như là The Saddle Club, Blue Heelers, Last Man Standing, All Saints, và Satisfaction. Vào năm 2012, anh đóng vai chính trong 6 phần phim Bikie Wars: Brothers in Arms với vai Gregory "Shadow", Campbell. Anh được sẽ xuất hiện trong phim chiến tranh The 34th Battalion với vai Robinson.
Anh đang là diễn viên trong sê-ri Westworld với vai nhân viên an ninh Ashley Stubbs.